# Yarim (huyện)
Huyện Yarim là một huyện thuộc tỉnh Ibb, Yemen. Đến thời điểm năm 2003, huyện này có dân số 175014 người